# Silje Solberg
Silje Margaretha Solberg (n. 16 iunie 1990, în Bærum) este o handbalistă din Norvegia care joacă pentru clubul francez Issy-Paris Hand și echipa națională a Norvegiei pe postul de portar.
Silje Solberg a debutat în naționala norvegiană în mai 2011, într-un meci împotriva Rusiei. Ea a devenit vicecampioană europeană în 2012 și campioană europeană în 2014. De asemenea, a fost declarată cel mai bun portar de la Campionatul European din 2014, deși inițial fusese a treia opțiune a antrenorului Thorir Hergeirsson pentru acest post, care a introdus-o abia după ce Katrine Lunde a rămas însărcinată, iar Kari Aalvik Grimsbø s-a accidentat.
Silje Solberg este sora geamănă a handbalistei Sanna Solberg, componentă și ea a echipei naționale.

## Palmares
- Campionatul European:
  -  Medalie de aur: 2014, 2016
  -  Medalie de argint: 2012

- Campionatul Mondial pentru Tineret:
  -  Medalie de aur: 2010

## Premii individuale
- Portarul echipei ideale All-Star Team la Campionatul European: 2014;[3]